# PR-874
A PR-874 é uma rodovia de acesso, pertencente ao governo do Paraná, que liga a BR-277 (Santa Terezinha de Itaipu) ao Terminal Turístico Alvorada de Itaipu (às margens do Lago de Itaipu), com extensão de 13,6 quilômetros, totalmente pavimentados. Esta rodovia foi denominada Rodovia Natalino Spada pelo Decreto Estadual nº 10.340, de 10 de março de 1987.